# 다하이

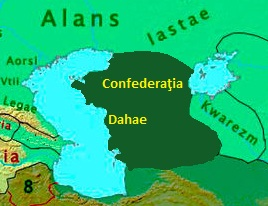

다하이(라틴어: Dahae, 고대 그리스어: Δαοι 다오이[*], 고대 페르시아어: 𐎭𐏃𐎠 Dahā)는 세 고대 이란 종족들의 연맹이었다. 그들은 카스피 해의 바로 동쪽 지역에 살았다. 그들은 동이란어를 사용하였다.

## 기록
이 유목 동맹의 첫 시대구분이 되는 기록은 크세르크세스 1세의 다에바 비문의 나라 목록에 나타난다. 이 아케메네스 제국의 목록에 다하에는 고 페르시아의 다하로 확인된다. 그리고 다하 다음에는 사카 그룹이 뒤따른다.
기원전 1세기에 스트라본은 다하에를 스키타이 다하에로 언급되었다. 역사지리학자들은 다하에를 현재의 투르크메니스탄의 근방으로 본다.
다하에는 사카족과 함께 가우가멜라 전투에서 아케메네스 군대에서 싸웠다. 아케메네스 제국의 함락에 따라 그들은 마케도니아의 알렉산더의 인도 정벌에 참여하였다. 사카는 셀레우코스 시대에서부터 주화를 주조하였고 다하에에 특히 공급하였다.
3세기에 다하에의 파르니라 불리는 한 계열이 추장 아르사케스 1세 아래에서 명성을 높였다. 그들은 파르티아를 침입하였다. 파르티아는 셀레우코스 제국에서 독립을 선언한 상태였다. 아르사케스는 왕을 폐위하고 스스로 왕관을 사용하였다.

## 같이 보기
- 마사게타이족
- 파르티아 제국
- 사카